# Гангстеры (фильм, 1991)
«Преступный синдикат» (англ. Mobsters, другое название «Гангстеры») — американский биографический криминальный драматический кинофильм 1991 года.

## Сюжет
Художественное повествование в киноленте охватывает временной период первой трети XX века и рассматривает судьбу банды нью-йоркских гангстеров под предводительством Лаки Лучано на этапе формирования, становления и расцвета. В 1920-е годы на американской преступной сцене правили бал две могущественных итальянских группировки Массерии и Маранцано враждовавших между собой. В ходе этой уличной войны, вошедшей в историю под именем кастелламарской, Лучано и его друзья, чтобы выжить, должны были выбрать одну из сторон. Но по совету нью-йоркского бизнесмена Арнольда Ротштейна они занимают отстранённую позицию и затевают игру, цель которой — смерть обоих глав преступных организаций…

## Создатели фильма

### В ролях
| Актёр             | Роль                 |
| ----------------- | -------------------- |
| Кристиан Слейтер  | Лаки Лучано          |
| Патрик Демпси     | Меир Лански          |
| Костас Мэндилор   | Фрэнк Костелло       |
| Ричард Греко      | Багси Сигел          |
| Ф. Мюррей Абрахам | Арнольд Ротштейн     |
| Лара Флинн Бойл   | Лана Моутс           |
| Энтони Куинн      | Джо Массерия         |
| Майкл Гэмбон      | Сальваторе Маранцано |
| Титус Уэлливер    | Аль Капоне           |
| Кристофер Пенн    | Гаэтано Рейна        |
| Николас Сэдлер    | «Бешеный Пёс» Колл   |
| Джо Витерелли     | Джо Профачи          |
| Роберт З’Дар      | Рокко                |
| Файвуш Финкель    | портной              |

### Съёмочная группа
- Режиссёр: Майкл Карбельникофф
- Сценарий: Майкл Махерн, Николас Казан
- Продюсер: Стивен Дж. Рот
- Исполнительный продюсер: С. О. Эриксон
- Оператор: Лайош Кольтаи
- Художник-постановщик: Ричард Силберт
- Композитор: Майкл Смолл
- Монтаж: Джо Д’Аугустине, Скотт Смит
- Костюмы: Эллен Мирожник

## Награды и номинации
| Номинации | Номинации      | Номинации                         | Номинации        |
| Год       | Премия         | Категория                         | Номинант         |
| --------- | -------------- | --------------------------------- | ---------------- |
| 1992      | Золотая малина | Худшая мужская роль второго плана | Энтони Куинн     |
| 1992      | Золотая малина | Худшая мужская роль второго плана | Кристиан Слейтер |